# Sveriges Olympiska Kommitté
Sveriges Olympiska Kommitté, SOK, bildades den 27 april 1913 och är den nationella olympiska kommittén i Sverige. SOK är det högsta beslutande organet i Sverige för olympiska frågor och är ansvarigt för det svenska deltagandet i olympiska spel.

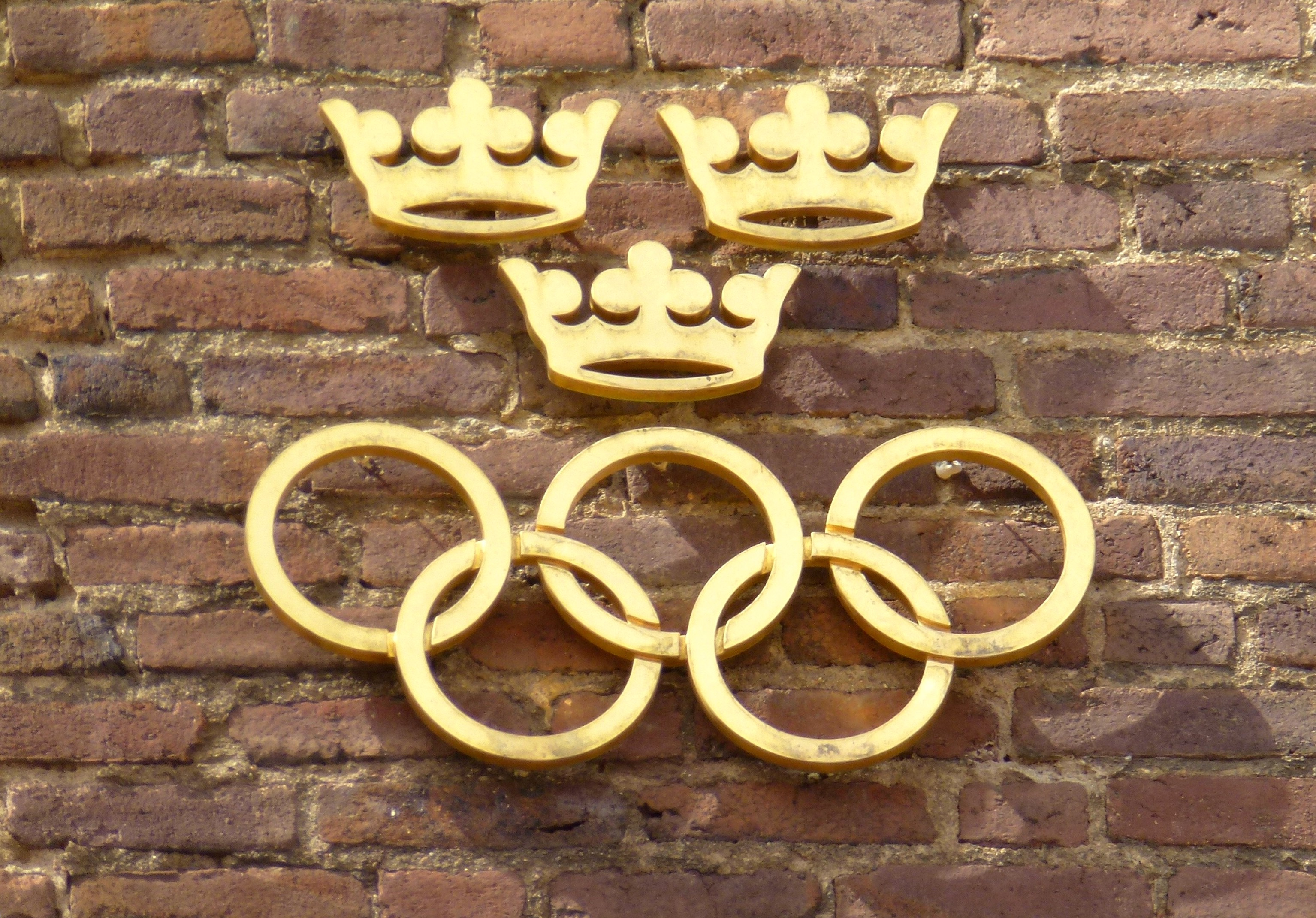
SOK:s emblem på Stockholms Olympiastadion.

SOK:s bedriver sedan 1998 stödprogrammet Topp och Talang för enskilda idrottare. Programmet ska ge aktiva möjlighet att nå världstoppen genom att göra en hundraprocentig satsning oavsett den egna idrottens eller familjens ekonomi. Topp och Talang finansieras genom medel från partners från näringslivet.
Organisationen genomför också flera projekt inom ramen för den olympiska rörelsens mål - att bidra till att bygga en bättre värld genom idrott. Några av dem är Olympiadagen - gratis prova-på-dagar där barn och ungdomar får att prova olika idrotter tillsammans med lokalt föreningsliv och OS i skolan som är gratis ämnesövergripande arbetsmaterial för grundskolan med OS som tema.

## Styrelse och funktionärer
SOK har en styrelse bestående av en ordförande och åtta ledamöter som väljs av SOK:s årsmöte. Styrelsen utser själva vice ordförande bland ledamöterna; sedan 2000 har SOK två vice ordförande. Därutöver har de svenska medlemmarna i Internationella Olympiska Kommittén en automatisk plats i SOK:s styrelse. Ordförande för SOK är sedan 2023 Hans von Uthmann. 
Åsa Edlund Jönsson är generalsekreterare för SOK. Hon tog över posten 2023 efter IOK-ledamoten Gunilla Lindberg som haft tjänsten sedan 1989. Gunilla Lindberg är kvar i SOK:s styrelse och fungerar som SOK:s Senior Advisor International Affairs.
Kommitténs kansli ligger i Sofiatornet i Stockholms Olympiastadion.

### Ledamöter 2023
Källa: SOK:s webbplats.
- Hans von Uthmann – Ordförande
- Anders Larsson – Vice ordförande
- Malin Eggertz Forsmark – Vice ordförande
- Carina Olsson – Ledamot
- Eva-Lena Frick – Ledamot
- Fredrik Rapp – Ledamot
- Olle Dahlin – Ledamot
- Petra Sörling – Ledamot
- Stefan Rahm – Ledamot
- Anna Laurell Nash – Ledamot, aktivas representant
- Gunilla Lindberg – IOK-medlem
- Frida Hansdotter – IOK-medlem
- Åsa Edlund Jönsson – Generalsekreterare, adjungerad

### Ordförande
| Namn                   | År        |
| ---------------------- | --------- |
| Kronprins Gustaf Adolf | 1913–1933 |
| Prins Gustaf Adolf     | 1933–1947 |
| Prins Bertil           | 1947–1997 |
| Carl-Gustav Anderberg  | 1997–2000 |
| Stefan Lindeberg       | 2000–2016 |
| Hans Vestberg          | 2016–2018 |
| Mats Årjes             | 2018–2023 |
| Hans von Uthmann       | 2023-     |

### Vice ordförande
SOK har haft följande vice ordförande:
| Namn                                      | År        |
| ----------------------------------------- | --------- |
| Viktor G. Balck och J. Sigfrid Edström    | 1913–1928 |
| J. Sigfrid Edström                        | 1928–1948 |
| Bo Ekelund                                | 1949–1966 |
| Gunnar Ericsson                           | 1966–1996 |
| Stefan Lindeberg                          | 1996–2000 |
| Tomas Gustafson och Björn Rosengren       | 2000–2011 |
| Tomas Gustafson och Carin Nilsson-Green   | 2011–2013 |
| Carin Nilsson-Green och Per Palmström     | 2013–2015 |
| Per Palmström och Mervi Karttunen         | 2015-2017 |
| Per Palmström och Ria Damgren Nilsson     | 2017-2021 |
| Anders Larsson och Ria Damgren Nilsson    | 2021-2023 |
| Anders Larsson och Malin Eggertz Forsmark | 2023-     |